# 이시카와군 (이시카와현)

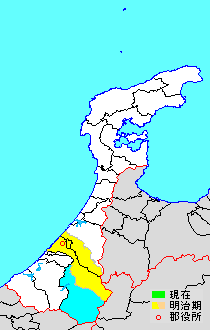
이시카와현 이시카와군의 위치(하늘색:후에 다른 군에서 편입한 구역)

이시카와군(石川郡)은 일본 이시카와현(가가국)에 있던 군이다.
현재의 가나자와시의 중심부가 이시카와군에 속했고, 이시카와현과 가나자와성 이시카와문의 어원이다.

## 군역
1878년 행정 구역으로 발족 당시의 군역은 아래의 구역에 해당한다.
- 가나자와시의 일부
- 하쿠산시의 대부분
- 노노이치시 전역

## 역사

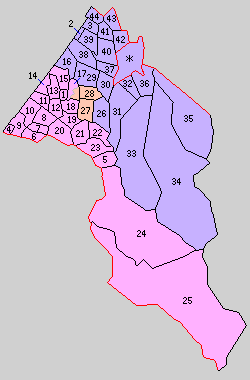
1.맛토정 2.가미카나이와정 3.시모카나이와정 4.미카와정 5.쓰루기정 6.히라시마촌 7.후쿠토메촌 8.가시와노촌 9.조야촌 10.가사마촌 11.가사시마촌 12.이치키촌 13.데지로촌 14.미타라시촌 15.아사히촌 16.야스하라촌 17.고촌 18.나카오쿠촌 19.하야시나카촌 20.야마지마촌 21.다치하타촌 22.하야시촌 23.구라야마촌 24.가와치촌 25.요시노다니촌 26.누카촌 27.도미오쿠촌 28.노노이치촌 29.오시노촌 30.민마촌 31.도가시촌 32.노촌 33.우치카와촌 34.사이가와촌 35.유와쿠다니촌 36.사키우라촌 37.요네마루촌 38.후타쓰카촌 39.오노촌 40.도이타촌 41.구라쓰키촌 42.유미토리촌 43.가타즈촌 44.아와가사키촌 (보라:가나자와시 분홍:하쿠산시 등색:노노이치시 *는 발족 당시의 가나자와시)

- 1889년 4월 1일 - 정촌제 시행으로, 아래의 정촌이 발족.(5정 39촌)

- 맛토정(松任町): 현 하쿠산시
- 가미카나이와정(上金石町), 시모카나이와정(下金石町): 현 가나자와시
- 미카와정(美川町), 쓰루기정(鶴来町), 히라시마촌(比楽島村), 후쿠토메촌(福留村), 가시와노촌(柏野村), 조야촌(蝶屋村), 가사마촌(笠間村), 가사시마촌(笠島村), 이치키촌(一木村), 데지로촌(出城村), 미타라시촌(御手洗村), 아사히촌(旭村): 현 하쿠산시
- 야스하라촌(安原村): 현 가나자와시
- 고촌(郷村): 현 노노이치시, 하쿠산시
- 나카오쿠촌(中奥村), 하야시나카촌(林中村), 야마지마촌(山島村), 다치하타촌(舘畑村), 하야시촌(林村), 구라야마촌(蔵山村), 가와치촌(河内村), 요시노다니촌(吉野谷村): 현 하쿠산시
- 누카촌(額村): 현 가나자와시
- 도미오쿠촌(富奥村), 노노이치촌(野々市村): 현 노노이치시
- 오시노촌(押野村): 현 가나자와시, 노노이치시
- 민마촌(三馬村), 도가시촌(富樫村), 노촌(野村), 우치카와촌(内川村), 사이가와촌(犀川村), 유와쿠다니촌(湯涌谷村), 사키우라촌(崎浦村), 요네마루촌(米丸村), 후타쓰카촌(二塚村), 오노촌(大野村), 도이타촌(戸板村), 구라쓰키촌(鞍月村), 유미토리촌(弓取村), 가타즈촌(潟津村), 아와가사키촌(粟崎村): 현 가나자와시

- 1891년 11월 21일
  -     - 히라시마촌이 노미군 스나가와촌의 일부를 편입.
    - 유와쿠다니촌의 일부가 사키우라촌에 편입.
- 1898년 5월 12일 - 시모카나이와정이 개칭하여 오노정(大野町)이 됨.
- 1899년 3월 17일 - 가사시마촌이 개칭하여 미야보촌(宮保村)이 됨.
- 1920년 6월 1일 - 가미카나이와정이 개칭하여 가나이와정(金石町)이 됨.
- 1924년 7월 1일 - 노노이치촌이 정제 시행으로 노노이치정(野々市町)이 됨.(6정 38촌)
- 1925년
  - 4월 1일 - 노촌이 가나자와시에 편입.(6정 37촌)
  - 4월 10일 - 유미토리촌이 가나자와시에 편입.(6정 36촌)
- 1934년 7월 15일 - 히라시마촌·후쿠토메촌이 합병하여, 이시카와촌(石川村)이 발족.(6정 35촌)
- 1935년 12월 16일 - 도가시촌·가타즈촌·요네마루촌·구라쓰키촌·아와가사키촌·오노정이 가나자와시에 편입.(5정 30촌)
- 1936년 4월 1일 - 사키우라촌·민마촌이 가나자와시에 편입.(5정 28촌)
- 1943년
  - 10월 1일 - 도이타촌이 가나자와시에 편입.(5정 27촌)
  - 12월 1일 - 가나이와정·후타쓰카촌·오노촌이 가나자와시에 편입.(4정 25촌)
- 1949년 6월 1일 - 노미군 시라미네촌(白峰村)·오구치촌(尾口村)·도리고에촌(鳥越村)의 소속이 이시카와군으로 변경.(4정 28촌)
- 1951년
  - 4월 1일 - 가와치촌의 일부가 분리되어 이치노미야촌(一ノ宮村)이 발족.(4정 29촌)
  - 8월 25일 - 아사히촌의 일부가 맛토정에 편입.
- 1954년
  - 7월 1일 - 사이가와촌·우치카와촌·유와쿠다니촌·야스하라촌·누카촌이 가나자와시에 편입.(4정 24촌)
  - 11월 1일
    - 미카와정·조야촌·노미군 미나토촌이 합병하여, 새로이 미카와정이 발족.(4정 23촌)
    - 쓰루기정·하야시촌·구라야마촌·이치노미야촌·다치하타촌이 합병하여, 새로이 쓰루기정이 발족.(4정 19촌)

  - 11월 3일 - 맛토정·이시카와촌·가시와노촌·가사마촌·미야보촌·이치키촌·데지로촌·미타라시촌·아사히촌·나카오쿠촌·하야시나카촌이 합병하여, 새로이 맛토정이 발족.(4정 9촌)
- 1955년 4월 1일 - 노노이치정·도미오쿠촌이 합병하여, 새로이 노노이치정이 발족.(4정 8촌)
- 1956년
  - 1월 1일 - 오시노촌이 가나자와시에 편입.(4정 7촌)
  - 9월 30일 - 고촌이 분리되어, 일부가 맛토정, 잔여부가 노노이치정에 각각 편입.(4정 6촌)
- 1957년
  - 1월 1일 - 야마지마촌이 맛토정에 편입.(4정 5촌)
  - 4월 10일 - 노노이치정이 가나자와시의 일부를 편입.
- 1970년 10월 10일 - 맛토정이 시제 시행으로 맛토시(松任市)가 되어 군에서 이탈.(3정 5촌)
- 2005년 2월 1일 - 미카와정·쓰루기정·가와치촌·요시노다니촌·도리고에촌·오구치촌·시라미네촌이 맛토시와 합병하여 하쿠산시(白山市)가 발족, 군에서 이탈.(1정)
- 2011년 11월 11일 - 노노이치정이 시제 시행으로 노노이치시(野々市市)가 됨. 이날 이시카와군이 소멸됨.

## 참고 문헌
- 《가도카와 일본 지명 대사전》 편집위원회, 편집. (1981년 7월 1일). 《가도카와 일본 지명 대사전》. 17 이시카와현. 가도카와 쇼텐. ISBN 4040011708.